# Аманжолова, Зауреш Джуманалиевна
Зауреш Джуманалиевна Аманжолова (род. 15 марта 1958, Тараз, Казахская ССР, СССР) - казахстанский государственный и общественный деятель, доктор медицинских наук, председатель Совета директоров АО «Научный центр акушерства,  гинекологии и перинатологии»

## Биография
Алматинский государственный медицинский институт (1981 г)
Факультет лечебного дела
·Высшая категория по акушерству и гинекологии
Высшая категория по социальной гигиене организации здравоохранения

## Трудовая деятельность
·  Акушер-гинеколог, заведующая отделением, заместитель главного врача Родильного дома № 5 города Алматы (1981-1989 гг.);
·  Главный врач Родильного дома № 5 города Алматы (1989-1995 гг.);
·  Директор Перинатального центра города Алматы (1995-2006 гг.);
·  Начальник Управления здравоохранения города Алматы, директор Департамента здравоохранения города Алматы (2006-2009 гг.);
· Аким Бостандыкского района города Алматы (2009-2013 гг.);
· Заместитель акима города Алматы (2013-2015 гг.)
· Первый заместитель председателя Алматинского филиала партии «Нұр Отан» (2015-2016 гг.)
·  Депутат Мажилиса Парламента VI созыва (2016-2021 гг.)
·  Председатель Совета директоров АО «Научный центр акушерства, Гинекологии и перинатологии (2021-по настоящее время)

## Выборные должности, депутатство
| Прочие должности: · Заместитель Председателя Попечительского совета Общественного социального фонда «Қазақстан халқына» (с 06.2022); · Председатель сектора «Сохранение репродуктивного здоровья, материнская и младенческая смертность Комиссии по делам женщин и семейно-демографической политике при акиме города Алматы (с 03.2022 г.); · Председатель Совета клуба женщин-политиков и Школы женского политического лидерства (с 05.2020 г.); · Председатель Общественного объединения «Локальный профсоюз работников организаций здравоохранения «ALMATY-QM» (с 05.2020 г.); · Председатель Наблюдательных Советов КГП на ПХВ «Городская клиническая больница №7», «Городская поликлиника№29», «Родильный дом №5» г. Алматы; |

## Учёное звание
- 2002 — кандидат медицинских наук, тема диссертации: «Оценка эффективности внедрения новых перинатальных технологий в работу родовспомогательного стационара»
- 2010 — доктор медицинских наук, тема диссертации: «Медико-организационные технологии снижения репродуктивных потерь».
- Профессор.

## Награды и звания
| Государственные и международные награды, премии, почетные звания: · Ордена: «Құрмет» (2011 г.), «Парасат» (2024 г.); · Юбилейные правительственные медали: «Қазақстан Республикасының тәуелсіздігіне 10 жыл» (2001), «Қазақстан Республикасының тәуелсіздігіне 20 жыл» (2011), «Қазақстан Республикасының тәуелсіздігіне 30 жыл» (2021) «Қазақстан Конституциясына 10 жыл» (2005), «Қазақстан халқы Ассамблеясына 20 жыл» (2015), «Қазақстан Конституциясына 20 жыл» (2015), «550-летие Казахского ханства» (2015), медаль «Ұлт мақтанышы» (2014), · Партии «Нұр Отан» - «Белсенді қызметі үшін» (2007); · Орден Гиппократа (2007 г.); · Золотая медаль им. А.П. Чижевского «За профессионализм и деловую репутацию» (2007); · Нагрудные знаки: «Қазақстан денсаулық сақтау ісінің үздігі» (1999), «Лучший акушер-гинеколог Республики Казахстан» (2005); · Обладатель «Золотого скальпеля» (2007) |

## Научные и литературные труды
- Автор ряда публикаций в прессе по проблемам акушерства и гинекологии, трех методических рекомендаций.

## Семейное положение
- Замужем, имеет двух детей, сына и дочь.